# Fransk-azerbajdzjanska universitetet
Fransk-azerbajdzjanska universitetet (azeriska: Azərbaycan-Fransız Universiteti, franska: L'Université franco-azerbaïdjanaise, UFAZ) är ett universitet i Azerbajdzjans huvudstad Baku. Det ligger i stadens centrum på Nizami küçəsi (Nizamigatan) 183.
Universitetet skapades 2016 på initiativ av Aserbajdsjans president İlham Əliyev och Frankrikes president François Hollande som ett gemensamt projekt som leddes av Strasbourgs universitet och Aserbajdsjans statliga olje- och industriuniversitet (ASOIU).
Universitetet har ungefär 538 studenter och 70 lärare och administrativ personal.
Nuvarande rektor, sedan 2016 är Vazeh Əsgərov.